# Cangkramaan
Cangkramaan is een bestuurslaag in het regentschap Sumenep van de provincie Oost-Java, Indonesië. Cangkramaan telt 683 inwoners (volkstelling 2010).